# رأس دنغي

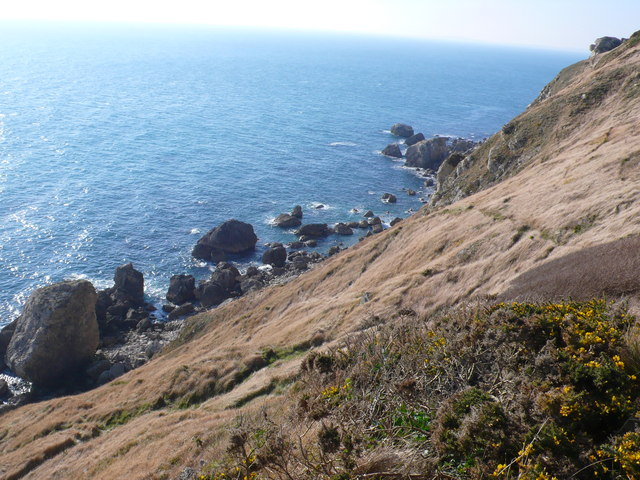
المنحدرات والساحل أسفل رأس دنغي

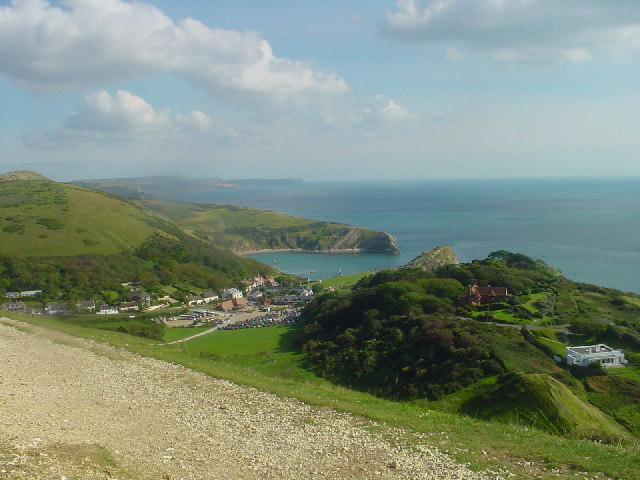
منظر من رأس دنغي باتجاه الجنوب الشرقي نحو خليج لولورث

رأس دنغي هو نتوء ساحلي يقع غرب خليج لولورث على الساحل الجوراسي في دورست، إنجلترا. ويشكّل الطرف الشرقي لخليج سانت أوزوالد. يتكون من طبقات من حجر البورتلاند. تُشتَهر المنطقة الساحلية المحيطة بكونها ملائمة للمشي، وبمناظره الخلابة. ومع ذلك فإن تسلق المنحدرات أمر خطير ولا ينصح به.

## صخرة بينيون
صخرة الترس، (50°37′08″N 2°15′51″W / 50.6188°N 2.2642°W) هي صخرة تقع في البحر بالقرب من رأس دنغي.